# Microchrysa ruwenzoriensis
Microchrysa ruwenzoriensis är en tvåvingeart som beskrevs av Lindner 1938. Microchrysa ruwenzoriensis ingår i släktet Microchrysa och familjen vapenflugor. Inga underarter finns listade i Catalogue of Life.